# Pyrausta fuscolarosalis
Pyrausta fuscolarosalis là một loài bướm đêm trong họ Crambidae.